# Reinwarzhofen
Reinwarzhofen ist ein Gemeindeteil des Marktes Thalmässing im Landkreis Roth (Mittelfranken, Bayern). Die Gemarkung Reinwarzhofen hat eine Fläche von 2,423 km². Sie ist in 290 Flurstücke aufgeteilt, die eine durchschnittliche Flurstücksfläche von 8354,95 m² haben.

## Geographische Lage
Das Dorf Reinwarzhofen liegt im Norden des Naturparks Altmühltal in der Südlichen Frankenalb, deren Landterrasse sich westlich der Ortschaft bis auf 611,9 m ü. NHN erhebt. Die Kreisstraße RH 23/WUG 15 führt nach Dannhausen bzw. zur Staatsstraße 2227.

## Geschichte
Reinwarzhofen wurde erstmals im Jahre 1349 in den Regesta Boica VIII.167 als Reinprechtshofen erwähnt.
Bis zur Gemeindegebietsreform, die am 1. Juli 1971 in Kraft trat, war es die kleinste Gemeinde des damaligen Landkreises Hilpoltstein.

## Einwohnerentwicklung
- 1910: 93 Einwohner[7]
- 1933: 77 Einwohner
- 1939: 72 Einwohner[8]
- 1961: 74 Einwohner[9]
- 1966: 69 Einwohner[10]
- 1970: 67 Einwohner[9]
- 1987: 87 Einwohner[11]
- 2015: 99 Einwohner[12]
- 2018: 93 Einwohner

## Vereine
- Freiwillige Feuerwehr Reinwarzhofen
- Simsberg-Musikanten

## Sonstiges
In der Gemarkung liegt der Willy-Brandt-Zeltlagerplatz des Kinder- und Jugendverbands SJD - Die Falken mit einer Kapazität von bis zu 2000 Personen. Die Reinwarzhofen Radio Relay Site ist eine bewachte militärische US-Funkstation.